# 1907-es argentin labdarúgó-bajnokság (első osztály)
Az 1907-es Primera División volt a 16. alkalommal megrendezett, legmagasabb szintű labdarúgó-bajnokság Argentínában.
A címvédő az Alumni volt. A bajnokságot újra az Alumni csapata nyerte meg, a bajnokság történetében hetedjére.

## Tabella
| Hely. | Csapat           | M  | Gy | D | V  | G+ | G– | Gk  | P  | Továbbjutás vagy kiesés |
| ----- | ---------------- | -- | -- | - | -- | -- | -- | --- | -- | ----------------------- |
| 1.    | Alumni (B)       | 20 | 17 | 3 | 0  | 76 | 13 | +63 | 37 | Bajnokcsapat            |
| 2.    | Estudiantes (BA) | 20 | 13 | 5 | 2  | 51 | 25 | +26 | 31 |                         |
| 3.    | San Isidro       | 20 | 11 | 3 | 6  | 51 | 31 | +20 | 25 |                         |
| 4.    | Quilmes          | 20 | 11 | 2 | 7  | 44 | 31 | +13 | 24 |                         |
| 5.    | Belgrano         | 20 | 10 | 3 | 7  | 26 | 26 | 0   | 23 |                         |
| 6.    | Porteño (F)      | 20 | 8  | 6 | 6  | 42 | 41 | +1  | 22 |                         |
| 7.    | Reformer         | 20 | 8  | 1 | 11 | 36 | 53 | −17 | 17 |                         |
| 8.    | Argentino (Q)    | 20 | 6  | 4 | 10 | 23 | 50 | −27 | 16 |                         |
| 9.    | Lomas            | 20 | 4  | 3 | 13 | 21 | 50 | −29 | 11 |                         |
| 10.   | San Martín       | 20 | 4  | 2 | 14 | 24 | 70 | −46 | 10 |                         |
| 11.   | Barracas (K)     | 20 | 2  | 0 | 18 | 17 | 21 | −4  | 4  | Kiesett                 |